# Essertines-sur-Yverdon
Essertines-sur-Yverdon es una comuna suiza situada en el distrito de Gros-de-Vaud, en el cantón de Vaud. Tiene una población estimada, a fines de 2022, de 1081 habitantes.